# Господарський суд Тернопільської області
Господарський суд Тернопільської області — місцевий спеціалізований господарський суд першої інстанції, розташований у місті Тернополі, юрисдикція якого поширюється на Тернопільську область.

## Компетенція
Місцевий господарський суд керуються при здійсненні судочинства Господарським процесуальним кодексом України. Він розглядає господарські справи, тобто ті, що виникають у зв'язку із здійсненням господарської діяльності юридичними особами та фізичними особами-підприємцями. Це, зокрема, справи про стягнення заборгованості за договорами, про чинність договорів, про відшкодування шкоди, про банкрутство, про захист права власності, корпоративні спори та ін.
Господарський суд розглядає справу, як правило, за місцезнаходженням відповідача, тобто якщо офіційна адреса відповідача зареєстрована на території юрисдикції цього суду.

## Структура
Суд очолює його голова, який має заступника. Правосуддя здійснюють 12 суддів. 
Організаційне забезпечення діяльності Господарського суду Тернопільської області здійснює апарат суду, очолюваний керівником апарату, який має заступника.
До патронатної служби входять помічники суддів.
Відділи:
- організаційно-кадровий
- господарський
- загальний
- фінансово-економічний
- аналітично-інформаційний.

Суддя-спікер — Андрусик Надія Олексіївна.

## Керівництво
Голова суду — Гевко Володимир Львович
 Заступник голови суду — Боровець Ярослав Ярославович
 Керівник апарату — Крушельницький Володимир Зеновійович.

## Реорганізація
26 червня 2018 року на виконання Указу Президента України «Про ліквідацію місцевих господарських судів та утворення окружних господарських судів» № 453/2017 від 29.12.2017 р. Тернопільський окружний господарський суд зареєстровано як юридичну особу. Новоутворена судова установа почне свою роботу з дня, визначеного в окремому повідомленні.